# Dług honorowy
Dług honorowy (tyt. oryg. Debt of honor) – powieść sensacyjna amerykańskiego pisarza Toma Clancy’ego z 1994 r. W Polsce wydana w tym samym roku przez wydawnictwo Adamski i Bieliński, a następnie przez wydawnictwo Buchmann (seria Fabryka Sensacji). 
Chronologicznie jest to ósma część serii z Jackiem Ryanem.